# Jovinus
Jovinus (? – 413) là một Nguyên lão nghị viên La Mã gốc Gaul và Hoàng đế La Mã tiếm vị trong giai đoạn 411–413.
Sau sự thất bại của kẻ dấy loạn được biết đến với cái tên Constantinus III, Jovinus nhân cơ hội này đã công khai xưng đế tại Mainz vào năm 411, dù trên thực tế ông chỉ là một kẻ bù nhìn được sự ủng hộ của Gundahar, vua của người Bourgogne, và Goar, vua của người Alan. Jovinus hùng cứ tại xứ Gaul được hai năm, đủ lâu để phát hành tiền xu cho thấy ông đội vương miện của đế quốc. Ông lại nhận được sự hỗ trợ từ một số quý tộc La Mã gốc Gaul địa phương còn sống sót sau vụ dấy loạn bất thành của Constantinus.
Viện cớ thừa lệnh triều đình Jovinus, Gundahar và người Bourgogne của ông đã gây dựng thế lực của họ bên bờ sông Rhein ở Đức (bên La Mã) giữa sông Lauter và Nahe. Tại đây họ thành lập một vương quốc rồi lấy khu định cư đậm chất Gaul được La Mã hóa với tên gọi Borbetomagus (Worms) làm thủ đô của mình.
Triều đình của Jovinus rồi cũng đến lúc chấm dứt sau khi người Visigoth dưới sự thống lĩnh của vua Athaulf rời khỏi đất Ý (theo lời khuyên của Priscus Attalus), bề ngoài ra vẻ là nhập bọn cùng Jovinus, mang theo họ làm con tin gồm vị cựu hoàng đế Attalus và Galla Placidia, em họ của Honorius. Rồi sau đó Athaulf tấn công và giết chết Sarus, một đồng minh khác của Jovinus. Chính bản thân Jovinus, quá sức căm phẫn trước hành động này, đã không thèm tham khảo ý kiến của Athaulf khi ông tự bầu chọn Sebastianus làm đồng hoàng đế. Bị sỉ nhục, Athaulf bèn cùng người Visigoth liên minh với Honorius, và họ đã đánh tan tác quân đội của Jovinus. Sebastianus bị xử tử. Jovinus chạy trốn kịp thời nhưng lại bị quân của Athaulf bao vây và bắt giữ tại Valentia (Valence, Drôme) và đưa tới Narbo (Narbonne), nơi mà Claudius Postumus Dardanus, praetorian prefect (thống đốc) xứ Gaul, vẫn còn trung thành với Honorius, đã đem ông ra xử trảm. Đầu của Jovinus và Sebastianus đều được dâng lên Honorius và treo trên tường thành Ravenna (trước khi chuyển đến trưng bày vĩnh viễn với bốn kẻ tiếm vị khác ở Carthago).